# Casa Girola
Casa Girola è un edificio storico di Milano situato in via Broletto al civico 5.

## Storia
L'aspetto attuale del palazzo è dovuto al secondo restauro commissionato da Umberto Girola, proprietario dell'omonima ditta, a Piero Portaluppi nel 1932, che sostituirà completamente la vecchia facciata del 1919 sempre realizzata dal Portaluppi in uno stile intermedio tra art déco e stile Novecento e che era caratterizzata da un lungo bovindo centrale.

## Descrizione
Il prospetto si presenta più severo rispetto al precedente seppur più monumentale: diviso in tre partiture orizzontali, quella inferiore realizzata in pietra scura comprensiva del balcone del piano nobile, quella intermedia in pietra chiara con una semplice modanatura a decorare la porta finestra del balcone, e quella superiore che consiste in una finestra a nastro che corre lungo tutto l'ultimo piano. Nel complesso la facciata emerge nella sua pulizia delle linee decorative e dei suoi contrasti cromatici che abbandonano gli spartiti decorativi più abbondante delle opere precedenti del Portaluppi. Il restauro non si limitò alla facciata ma coinvolse anche gli interni, che ripresero le severe ma monumentali linee decorative esterne: degno di nota è l'andito di ingresso pavimentato a mosaico.